# Puiseux-en-Retz
Puiseux-en-Retz és un municipi francès situat al departament de l'Aisne i a la regió dels Alts de França. L'any 2007 tenia 229 habitants.

## Demografia

### Població
El 2007 la població de fet de Puiseux-en-Retz era de 229 persones. Hi havia 88 famílies de les quals 17 eren unipersonals (17 dones vivint soles i 17 dones vivint soles), 29 parelles sense fills, 38 parelles amb fills i 4 famílies monoparentals amb fills.
La població ha evolucionat segons el següent gràfic:
Habitants censats

### Habitatges
El 2007 hi havia 117 habitatges, 87 eren l'habitatge principal de la família, 18 eren segones residències i 12 estaven desocupats. 115 eren cases i 2 eren apartaments. Dels 87 habitatges principals, 81 estaven ocupats pels seus propietaris, 4 estaven llogats i ocupats pels llogaters i 1 estava cedit a títol gratuït; 1 tenia una cambra, 2 en tenien dues, 4 en tenien tres, 22 en tenien quatre i 57 en tenien cinc o més. 75 habitatges disposaven pel capbaix d'una plaça de pàrquing. A 25 habitatges hi havia un automòbil i a 56 n'hi havia dos o més.

### Piràmide de població
La piràmide de població per edats i sexe el 2009 era:
| Homes | Edats   | Dones |
| ----- | ------- | ----- |
| 0     | 95 o +  | 0     |
| 0     | 90 a 94 | 4     |
| 0     | 85 a 89 | 0     |
| 0     | 80 a 84 | 8     |
| 8     | 75 a 79 | 4     |
| 0     | 70 a 74 | 12    |
| 0     | 65 a 69 | 0     |
| 0     | 60 a 64 | 4     |
| 4     | 55 a 59 | 0     |
| 20    | 50 a 54 | 8     |
| 16    | 45 a 49 | 16    |
| 4     | 40 a 44 | 8     |
| 4     | 35 a 39 | 12    |
| 8     | 30 a 34 | 4     |
| 0     | 25 a 29 | 4     |
| 12    | 20 a 24 | 4     |
| 24    | 15 a 19 | 8     |
| 8     | 10 a 14 | 8     |
| 8     | 5 a 9   | 4     |
| 4     | 0 a 4   | 8     |

## Economia
El 2007 la població en edat de treballar era de 164 persones, 123 eren actives i 41 eren inactives. De les 123 persones actives 111 estaven ocupades (63 homes i 48 dones) i 12 estaven aturades (4 homes i 8 dones). De les 41 persones inactives 17 estaven jubilades, 9 estaven estudiant i 15 estaven classificades com a «altres inactius».

### Ingressos
El 2009 a Puiseux-en-Retz hi havia 81 unitats fiscals que integraven 223 persones, la mediana anual d'ingressos fiscals per persona era de 21.167 €.

### Activitats econòmiques
Dels 3 establiments que hi havia el 2007, 2 eren d'empreses d'informació i comunicació i 1 d'una empresa de serveis.

## Equipaments sanitaris i escolars
El 2009 hi havia una escola elemental integrada dins d'un grup escolar amb les comunes properes formant una escola dispersa.

## Poblacions més properes
El següent diagrama mostra les poblacions més properes.